# スポーツ安全協会
公益財団法人スポーツ安全協会（すぽーつあんぜんきょうかい、英語: Sports Safety Association）は、スポーツ活動における安全の確保、それに伴って生じる傷害に対処する事業等を実施している公益法人。旧文部科学省スポーツ青少年局スポーツ・青少年企画課所管。

## 事業内容
公益財団法人スポーツ安全協会ホームページより
スポーツ安全保険事業
スポーツ安全保険の加入受付、スポーツ安全保険の団体保険契約、スポーツ安全保険の普及
安全指導及び事故防止に係る事業
少年スポーツに関する諸問題フォーラムの開催、リスクマネジメント研修会の開催、「スポーツ安全保険の統計データ」の作成・配布、スポーツ指導者研修会や講習会の開催
普及振興事業
「生涯スポーツ・体力つくり全国会議」の開催、スポーツ普及奨励金の助成

## 下部組織
公益財団法人スポーツ安全協会北海道支部など47都道府県に各支部（内部組織）が組織されている。